# Willy Klopfenstein
Willy Klopfenstein (* 11. Januar 1921 in Wängi; † 21. Juni 2002 in Brienz) war ein Schweizer Skispringer.

## Werdegang
Klopfenstein, der für den Skiclub Adelboden startete, gehörte bei den Olympischen Winterspielen 1948 in St. Moritz zum Kader des Gastgebers Schweiz. Mit Sprüngen auf 60 und 62,5 Meter erreichte er auf der Olympiaschanze den 13. Platz. Bei den Schweizer Meisterschaften 1949 gewann Klopfenstein seinen ersten und einzigen Schweizer Meistertitel. Ein Jahr später sprang Klopfenstein bei der Nordischen Skiweltmeisterschaft 1950 in Lake Placid auf den 28. Platz.